# ایب ملکویر
ایب یورگن ملکویر (دانمارکی: Ib Jørgen Melchior؛ ۱۷ سپتامبر ۱۹۱۷ – ۱۴ مارس ۲۰۱۵) یک کارگردان و رمان‌نویس اهل ایالات متحده آمریکا بود.

## زندگی‌نامه
او فرزند «لائوریتز ملکویر» خواننده معروف «اپرای دانمارک» و دانش‌آموخته دانشگاه کپنهاگ بود. فعالیت هنریش را در ۱۹۳۶، وقتی که نوزده سال داشت، در تئاتر دانمارک آغاز و در سال ۱۹۳۷ به انگلستان مهاجرت کرد. در آنجا ابتدا بازیگر و کمک تهیه‌کننده و سپس نویسنده، طراح و کارگردان نمایش‌نامههای مختلف و متعددی می‌گردد.
در زمان جنگ جهانی دوم، ملچیور کارگردانی و نویسندهٔ چند فیلم کوتاه برای شبکه C.B.S. انجام داد. بعدها ضمن بازیگری در فیلم‌های تلویزیونی اروپا و آمریکا، کارگردانی فیلم‌هایی را نیز در سینما و تلویزیون به عهده گرفت. آثار وی در مقام کارگردان اعم از کوتاه یا بلند، مستند یا داستانی زمینه‌ای تخیلی از فضا و سیارات دیگر دارند.

## فیلم‌شناسی
- وقتی هل بورک گم شد (۱۹۵۸)

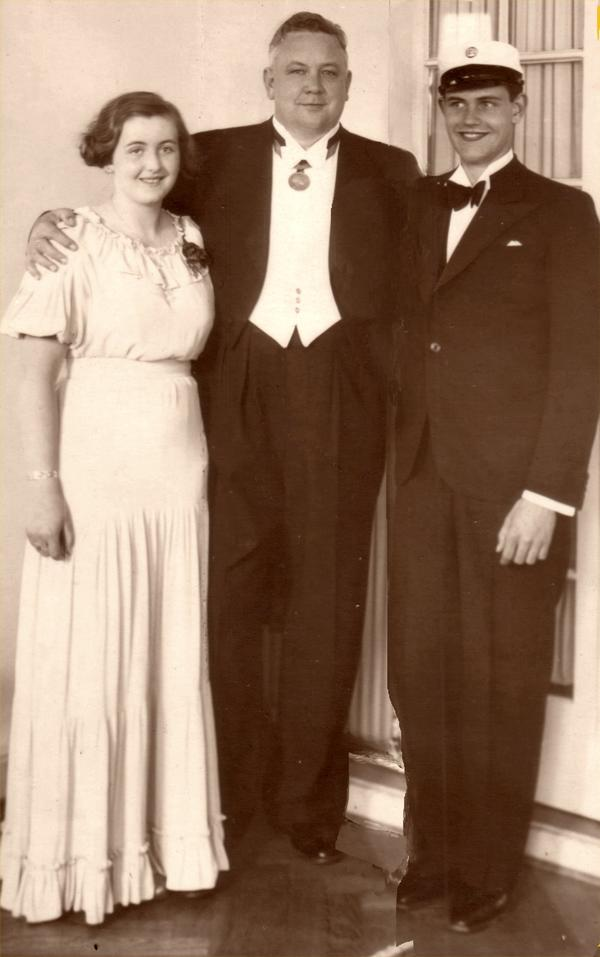
ایب به همراه پدر و خواهرش

- مشکل پتی اسمیت (۱۹۶۲ فقط تهیه‌کننده)
- خزنده
- سفر به هفتمین سیاره (۱۹۶۲)
- رابینسون کروزوئه در کره مریخ (۱۹۶۴)
- مسافران زمان (۱۹۶۴)
- سیاره فون آشومان
- سیاره خشمگین (۱۹۵۹)
- مسابقه مرگ در سال ۲۰۰۰ (۱۹۷۵)